# Kolno (gromada w powiecie biskupieckim)
Kolno – dawna gromada, czyli najmniejsza jednostka podziału terytorialnego Polskiej Rzeczypospolitej Ludowej w latach 1954–1972.
Gromady, z gromadzkimi radami narodowymi (GRN) jako organami władzy najniższego stopnia na wsi, funkcjonowały od reformy reorganizującej administrację wiejską przeprowadzonej jesienią 1954 do momentu ich zniesienia z dniem 1 stycznia 1973, tym samym wypierając organizację gminną w latach 1954–1972.
Gromadę Kolno z siedzibą GRN w Kolnie utworzono – jako jedną z 8759 gromad na obszarze Polski – w powiecie reszelskim w woj. olsztyńskim na mocy uchwały nr 25 WRN w Olsztynie z dnia 4 października 1954. W skład jednostki weszły obszary dotychczasowych gromad Kolno i Ryn Reszelski oraz miejscowości Bocianowo, Bęsia, Kłopotowo i Wólka z dotychczasowej gromady Bocianowo ze zniesionej gminy Kolno, a także obszar dotychczasowej gromady Kruzy ze zniesionej gminy Lutry, w tymże powiecie. Dla gromady ustalono 15 członków gromadzkiej rady narodowej.
1 stycznia 1959 powiat reszelski przemianowano na powiat biskupiecki.
31 grudnia 1967 z gromady Kolno wyłączono część obszaru PGL Nadleśnictwo Sadłowo (13,62 ha), włączając je do gromady Czerwonka w tymże powiecie.
30 czerwca 1968 do gromady Kolno włączono wsie Kabiny, Kominki, Otry i Samławki oraz PGR Oterki ze zniesionej gromady Samławki w tymże powiecie.
Gromada przetrwała do końca 1972 roku, czyli do kolejnej reformy gminnej. 1 stycznia 1973 – tym razem w powiecie biskupieckim – reaktywowano gminę Kolno (od 1999 gmina Kolno znajduje się w powiecie olsztyńskim).